# ضد غيروي
الضد الغَيرويّ أو الضد إلفُ المُغاير (بالإنجليزية: Heterophile antibody) هو جسم تُحرِّضه مستضدات خارجية قد تكون مشتركة بين الأنواع، وليست مُعرّفة جيدًا (مستضدات غَيريَّة [الإنجليزية]). كثيرًا ما تكون الأجسام المضادة لها رَغَابة [الإنجليزية] ضعيفة لأهدافها.